# デスアダー属
デスアダー属またはトゲオマムシ属（デスアダーぞく/トゲオマムシぞく、属名：Acanthophis〈アカントフィス〉）は、ニューギニア島を含むオーストラリア大陸と、その近隣のインドネシア諸島に分布するヘビの仲間。1803年にフランスのフランソワ・マリー・ドゥダンが設立。コブラ科の下位に位置する階級。

## 語源
属名のAcanthophis（アカントフィス）は、ギリシア語で「棘（）」を意味するakantha/acanthi（アカンタ/アカンティ）と「蛇」を意味するophis（オフィス）に由来する。

## 分類史
本属の歴史は1803年に動物学者のフランソワ・マリー・ドゥダンが、コモンデスアダー（現在のA. antarcticus〈Ａ・アンタルクティクス〉にあたる当初の学名A. cerastinus〈Ａ・ケラスティヌス〉のこと）を唯一の種として設立したことに始まる。

## デスアダー属を編成する種
| 画像 | 基本情報 |
| ---- | --- |
|      | コモンデスアダー学名：Acanthophis antarcticus (Shaw, 1802)分布：オーストラリア                                    |
|      | キンバリーデスアダー学名：Acanthophis cryptamydros Maddock & al., 2015分布：オーストラリア                        |
|      | プレーンズデスアダー学名：Acanthophis hawkei Wells & Wellington, 1985分布：オーストラリア                         |
|      | ナメハダデスアダー学名：Acanthophis laevis Macleay, 1878分布：インドネシア、パプアニューギニア                    |
|      | ノーザンデスアダー学名：Acanthophis praelongus Ramsay, 1877分布：オーストラリア、パプアニューギニア               |
|      | サバクデスアダー学名：Acanthophis pyrrhus Boulenger, 1898分布：オーストラリア                                     |
|      | ザラハダデスアダー学名：Acanthophis rugosus Loveridge, 1948分布：オーストラリア、インドネシア、パプアニューギニア |
|      | ビルバラデスアダー学名：Acanthophis wellsi Hoser, 1998分布：オーストラリア                                        |

## 関連リンク
- ウィキメディア・コモンズには、デスアダー属に関するカテゴリがあります。
- ウィキスピーシーズには、デスアダー属に関する情報があります。